# لشکر فاطمیون
لشکر فاطمیون یک نیروی شبه نظامی وابسته به سپاه قدس و متشکل از شیعیان افغانستان است، این لشکر متشکل از «داوطلبان» افغانستانی است که سپاه پاسداران انقلاب اسلامی آنها را برای اعزام به سوریه و جنگیدن در کنار نیروهای بشار اسد علیه مخالفانش بسیج کرده است. این گروه در ۲۲ اردیبهشت سال ۱۳۹۲ شمسی با ۲۲ نفر در منطقه زینبیه سوریه حاضر شد و اعلام موجودیت کرده و امروز با نام تیپ فاطمیون با نام عربی (لواء فاطمیون) شناخته می‌شود. بنیان‌گذار این گروه علیرضا توسلی ملقب به ابوحامد بود که در ۹ اسفند سال ۱۳۹۳ در منطقه تل قرین در نزدیکی مرزهای فلسطین همراه با معاونش رضا بخشی (فاتح) توسط موشکی که از هواپیمای بدون سرنشین اسرائیلی شلیک شد کشته شدند. روزنامه لیبراسیون از شیعیان افغانستانی به عنوان «گوشت دم توپ» جمهوری اسلامی در سوریه یاد کرده است.
افغانستان، پاکستان، سوریه و اقلیم کردستان این گروه را تروریستی می‌دانند.

## بنیان‌گذاری
اولین نیروهای فاطمیون اواخر سال ۲۰۱۲ به کوشش علی‌رضا توسلی جنگجوی افغانستانی به سوریه رفتند. در اوایل این نیروها در بین نیروهای دیگر شیعی عراقی مشغول به جنگ بودند. سال ۲۰۱۳ زمانی که تعداد این نیروها به صدها نفر رسید گروه فاطمیون به نیروی مستقل تبدیل شد. سپاه پاسداران انقلاب اسلامی در سال ۲۰۱۵ تیپ فاطمیون را در ظاهر برای دفاع از حرم زینب (نوه محمد) و در اصل برای یاری رساندن به حکومت بشار اسد با سربازگیری از مهاجران افغانستانی مقیم ایران تشکیل داد.

## سازماندهی و نیرو
در اوایل تشکیل تیپ فاطمیون تعداد مجاهدان این گروه زیاد نبود و سازماندهی آنها کار خود ابوحامد بود ولی بعد از عملیات درعا فاطمیون رشد چشم‌گیری در تعداد نیرو پیدا کرد به طوری که در ۴ منطقه مجاهد داشت: درعا، دمشق، تدمر و حلب. اما بعد از عملیات جنوب، درگیری‌ها به شمال کشیده شد و حلب خیلی نا امن شد و کم‌کم فاطمیون توانست گردان زرهی و تخریب و تک تیرانداز خود را رشد دهد و بزرگ کند.
به گزارش ایندیپندنت فارسی گروه‌های شبه نظامی منطقه غرب آسیا و از جمله لشکر فاطمیون حاصل فعالیت‌ها و آموزش سپاه قدس هستند.
علی خامنه‌ای طی سخنانی شبه نظامیان افغانستانی «فاطمیون» که توسط سپاه پاسداران آموزش دیده و به جنگ سوریه اعزام شده‌اند را مورد تمجید قرار داد، وزارت خارجه افغانستان طی بیانیه‌ای اعلام کرد «تهران از فقر و محرومیت افغانستانی که به ایران مهاجرت کردند برای تأمین منافع و اهداف فرقه‌گرایانه و توسعه‌طلبانه خود سوءاستفاده کرده است.» وزارت خارجه افغانستان افزود ما بارها از تهران خواسته‌ایم با افغانستانی‌ها به عنوان پناهنده برخورد کند، نه به عنوان ابزاری برای جنگ خود اما این خواسته‌ها بی‌فایده بود.
محمدجواد ظریف وزیر امور خارجه وقت ایران معتقد است ایران به این گروه کمک کرده است تا با دشمن مشترک همه یعنی داعش مبارزه کند.
ظریف در خصوص حمایت ایران از این تیپ تأکید می‌کند ما از کسانی که با داعش و با افراط در سوریه مقابله کردند، برای اینکه مجبور نباشند در کابل و در قندهار با داعش مقابله کنند، حمایت کردیم.

## عملیات

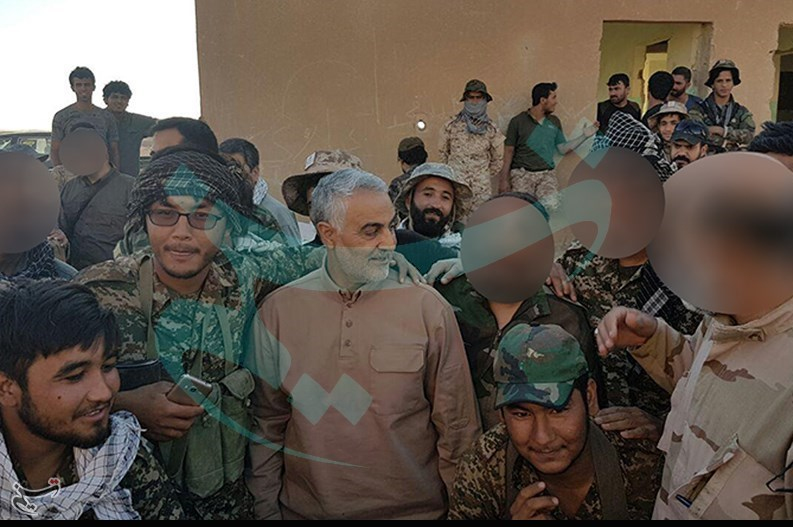
قاسم سلیمانی به همراه نیروهای افغانستانی لشکر فاطمیون در سوریه

تیپ فاطمیون در جنگ ادلب نقش مهمی در دفاع از حکومت بشار اسد داشت. این نیروها همچنین در نبردهایی مانند نبل و الزهرا، پالمیرا (مارس و سپتامبر ۲۰۱۶)، لاذقیه، خناصر، حماه، دیرالزور، خان طومان، بصری الحریر، المیادین و البوکمال جنگیده‌اند.
در سال‌های ۲۰۱۶ و ۲۰۱۷ میلادی حدود ده هزار افغانستانی به سوریه اعزام شدند.

## تحریم
وزارت خزانه‌داری و وزارت امور خارجه ایالات متحده آمریکا، بشار اسد و افراد، شرکت‌ها و نیروهایی را که از جنایت رژیم وی علیه مردم سوریه حمایت می‌کنند و از جمله شبه نظامیان لشکر فاطمیون که در این جنایت‌ها مشارکت دارند مورد تحریم خود قرار داد.
پیش از این نیز در ۴ بهمن ۱۳۹۷ وزارت خزانه‌داری ایالات متحده آمریکا با انتشار بیانیه‌ای شبه نظامیان تیپ فاطمیون را که تحت فرمان نیروی قدس سپاه پاسداران در حمایت از حکومت بشار اسد عمل می‌کردند، در فهرست تحریم‌های خود قرار داده بود. بیانیه وزارت خزانه‌داری آمریکا می‌گوید رژیم ایران با سوءاستفاده از مهاجران افغانستانی، در جنگ سوریه از آنها به عنوان سپر انسانی استفاده می‌کند. دیدبان حقوق بشر پیشتر طی گزارشی اعلام کرده بود که حکومت ایران نوجوانان ۱۴ ساله مهاجر افغانستانی را به سوریه اعزام می‌کند تا در کنار نیروهای بشار اسد بجنگند، که این کار از نظر حقوق بین‌المللی جنایت جنگی محسوب می‌شود.

## کشته‌ها
در ژانویه سال ۲۰۱۸ زهیر مجاهد یکی از فرماندهان این نیرو، کشته‌های این تیپ را ۲٬۰۰۰ و زخمی‌های آنان را ۸٬۰۰۰ نفر برآورد کرده هست.

## اسکان در سوریه
سعید عریف، یکی از فعالان شهر پالمیرا، گفت سپاه پاسداران با انتقال خانواده‌های اعضای شبه‌نظامیان لشکر فاطمیون افغانستانی و جنبش النجباء عراق و اسکان آن‌ها در منطقه در تلاش برای تغییر بافت جمعیتی پالمیرا می‌باشد و ساکنان بومی را به فروش خانه‌ها و مزارع و ترک منطقه وادار می‌کند، علاوه براینکه شبه‌نظامیان مزارع خرما و سایر محصولات کشاورزی در اطراف شهر را به آتش می‌کشند.

## اهدای خانه و زمین
روز ۲۲ مهر ۱۳۹۹، حمید قریشی، رئیس سازمان بسیج ادارات و وزارتخانه‌های سپاه تهران بزرگ اعلام کرد که به خانواده شبه‌نظامیان تیپ فاطمیون، متشکل از نیروهای عمدتاً پناهجوی افغانستانی، که در جنگ سوریه کشته شده‌اند، زمین اهدا می‌شود. قریشی تأکید کرد که «طرح اهدای زمین» به خانواده شبه‌نظامیان کشته شده لشکر فاطمیون، حاصل همکاری سپاه پاسداران با «دستگاه‌های مسئول» و طرحی سراسری است که در تمام شهرهای ایران این کار انجام خواهد شد اما «به‌عنوان شروع کار و در مرحله اول، خانواده‌هایی که در استان تهران ساکن هستند، شامل این طرح می‌شوند.» به گفته رئیس سازمان بسیج ادارات و وزارتخانه‌های سپاه تهران بزرگ، «قطعه زمین‌های اهدایی» به خانواده شبه‌نظامیان کشته شده لشکر فاطمیون که ساکن استان تهران هستند، در شهرستان ملارد قرار دارد. قریشی گفت که به هر چهار خانواده شبه‌نظامیان کشته شده لشکر فاطمیون در ملارد یک قطعه زمین ۲۰۰ متری تعلق می‌گیرد تا با مشارکت یکدیگر و تسهیلات بانکی که در اختیارشان قرار می‌گیرد «یک دستگاه ساختمان» به عنوان «سرپناه» برای خود احداث کنند.

## دریافت حقوق ها از ایران
در ابتدا، برای جذب افغانی‌ها برای عضویت در این سازمان، ایران به هر فعالی که به این سازمان ملحق می‌شد، مبلغ ۵۰۰ دلار در ماه، باضافه تحصیل برای فرزندانشان و اقامت در ایران را پیشنهاد داد. به گفته یک منبع دیگر، حقوق ماهانه، علاوه بر تابعیت ایرانی، ۱۱۰۰ دلار بوده است. در سال ۱۴۰۰، سپاه پاسداران به دولت گزارش داد که ماهانه بین ۵۰۰ تا ۱۰۰۰ دلار به هر عامل عضو سازمان پرداخت می کند (ولی در حقیقت انها فقط قسمتی از ان را دریافت کرده اند) . در اوج قدرت این سازمان، تعداد مبارزان آن حدود ۲۰۰۰۰ نفر بود. پس از سقوط رژیم اسد در سوریه، اکثر عوامل این سازمان، پایگاه های خود را رها کرده و ناپدید شدند.

## واکنش‌ها
- خبرگزاری آسوشیتدپرس در گزارش خود می‌نویسد که هزاران افغانستانی لشکر فاطمیون که از جنگ سوریه به کشور خود بازگشته‌اند با ناامنی و خطر جانی روبه‌رو هستند، زیرا بسیاری از مردم افغانستان این افراد را «خائن و تروریست» لقب می‌دهند.[۱۴]
- سازمان‌های حقوق بشری، سپاه پاسداران را متهم کرده که کودکان مهاجر افغانستانی که برخی از آنها حتی ۱۴ سال بیشتر ندارند، در لشکر فاطمیون به کار گرفته و به عنوان سرباز به جنگ سوریه به کمک نیروهای بشار اسد اعزام می‌کند.[۱۴]

## نگارخانه

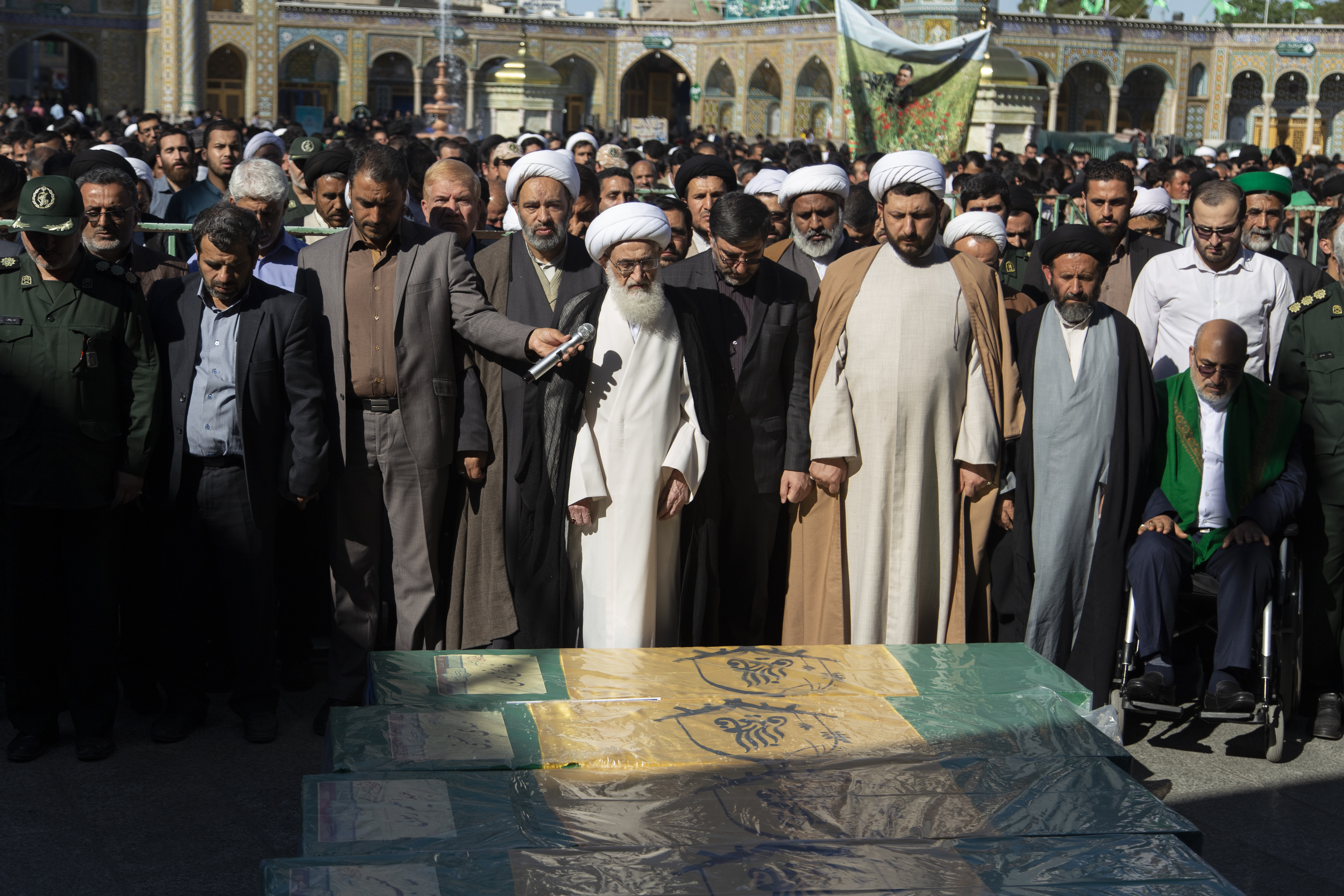
نماز حسین نوری همدانی در حرم فاطمه معصومه بر پیکر چند کشته شده جنگ سوریه از لشکر فاطمیون که در ادبیات جمهوری اسلامی از آنان با نام مدافعان حرم نامبرده می‌شود
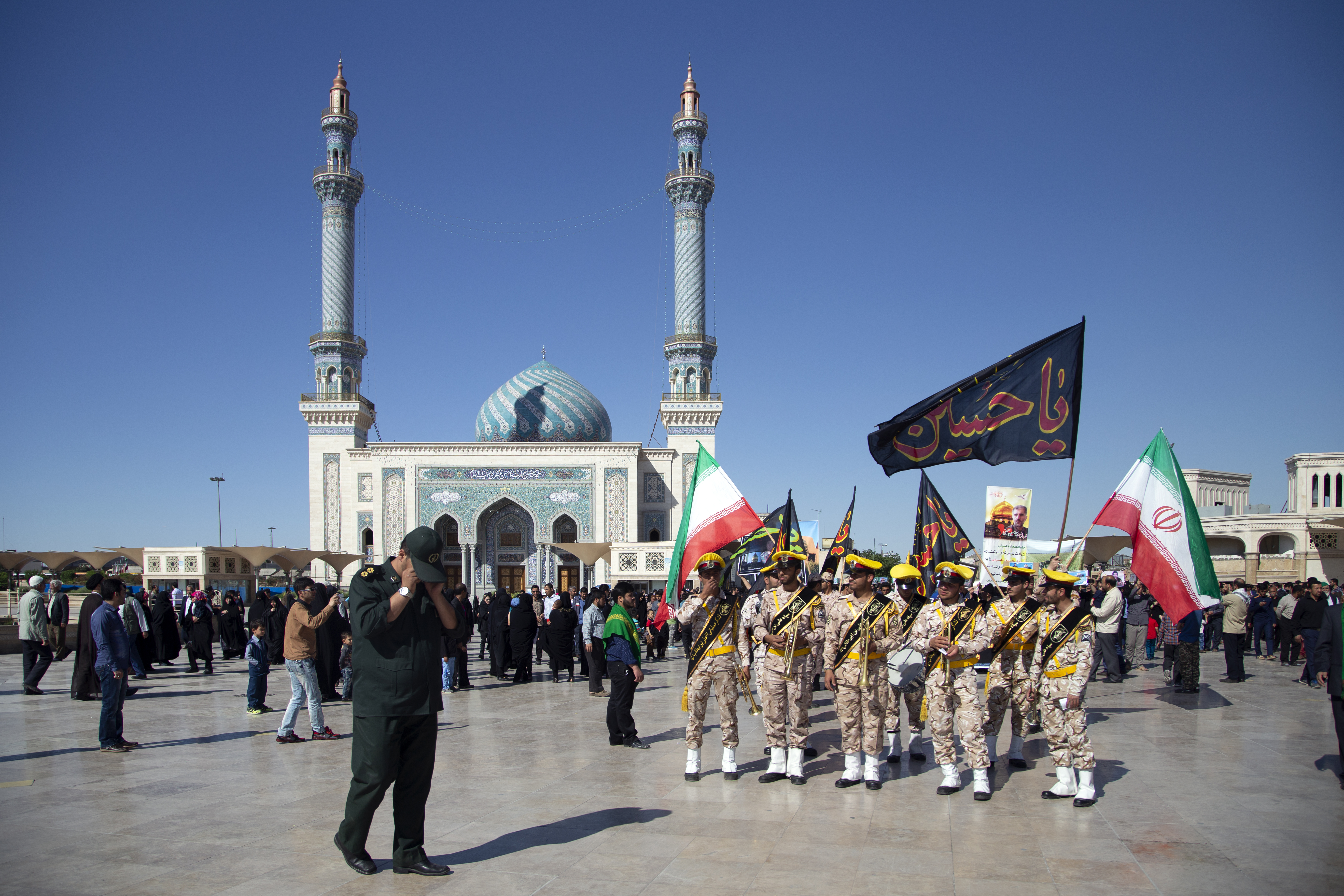
گروه موسیقی سپاه پاسداران جمهوری اسلامی در مراسم تشییع چند کشته شده ایران در جنگ سوریه از لشکر فاطمیون
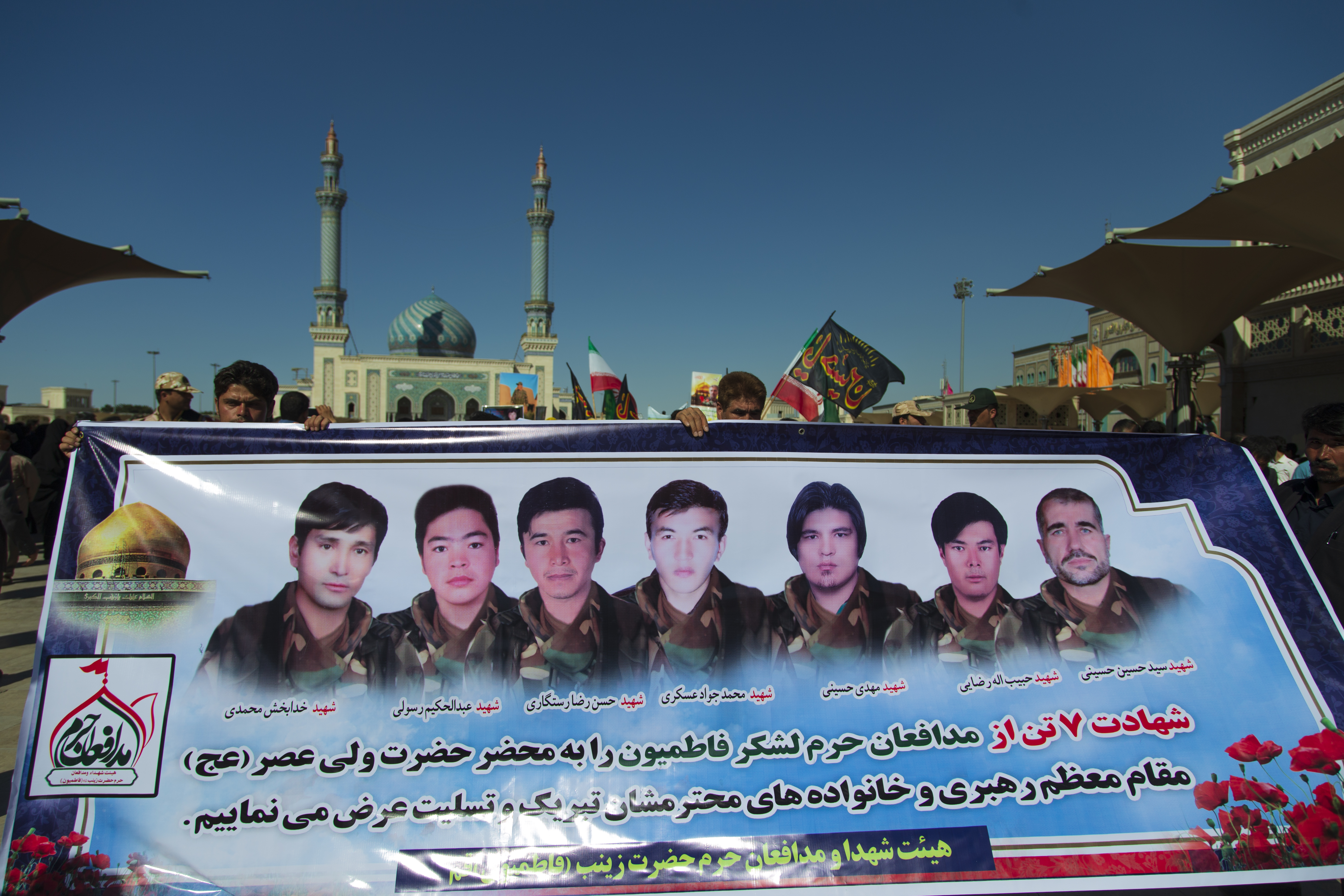
مراسم خاکسپاری چند شهید فاطمیون، از مسجد امام حسن عسکری شهر قم به سمت حرم فاطمه معصومه
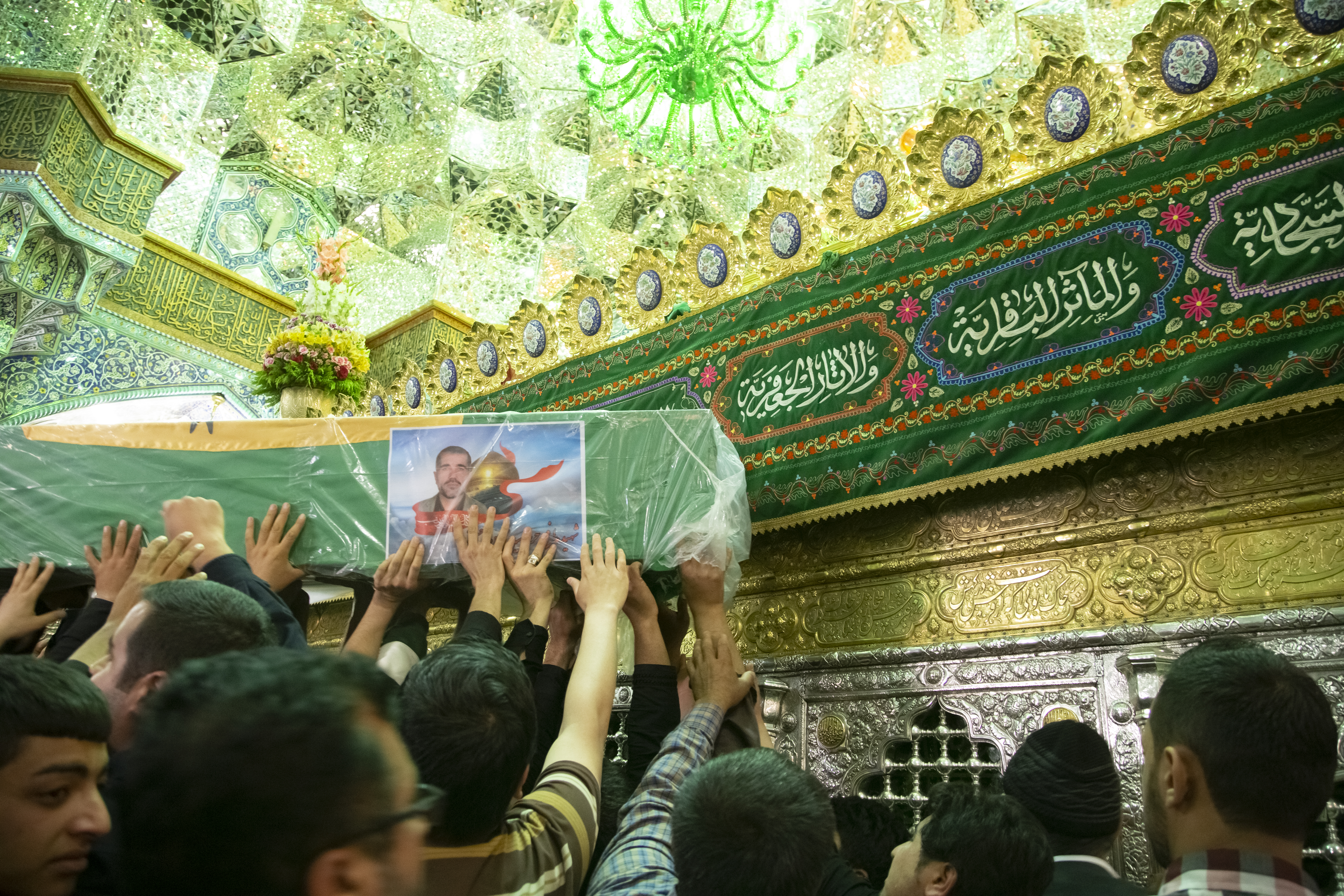
مالیدن تابوت به ضریح فاطمه معصومه برای تبرک در هنگام تشییع جنازه
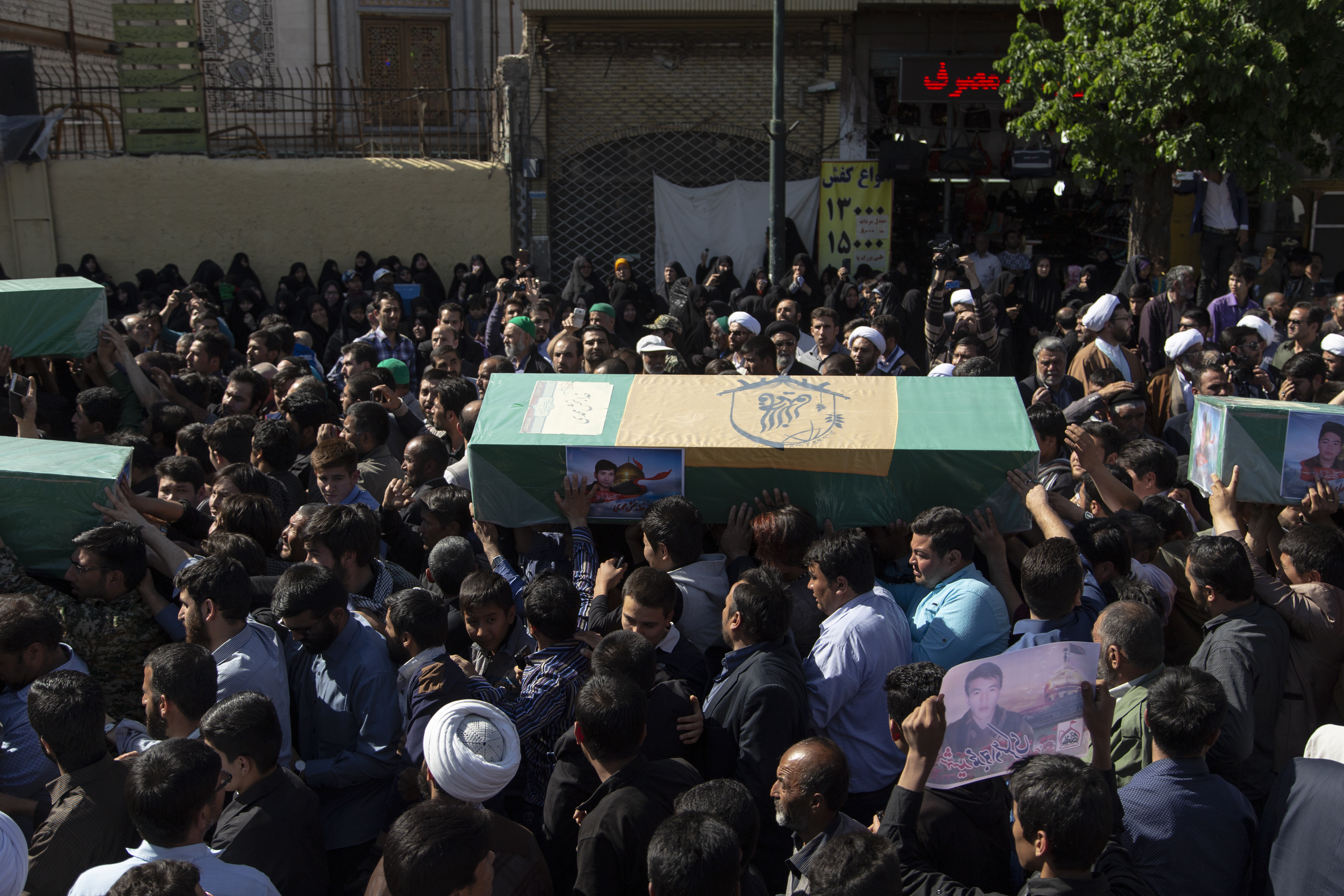